# Port lotniczy Dothan
Port lotniczy Dothan (IATA: DHN, ICAO: KDHN) – port lotniczy położony 9 km na północny wschód od centrum Dothan, w stanie Alabama, w Stanach Zjednoczonych.